# Cathédrale Notre-Dame-de-l'Assomption de Kaposvár
Cette  cathédrale n’est pas la seule cathédrale Notre-Dame-de-l'Assomption.
La cathédrale Notre-Dame-de-l'Assomption de Kaposvár (en hongrois : kaposvári Nagyboldogasszony-székesegyház), parfois surnommée la Grande Église (Nagytemplom) est l'église cathédrale catholique romaine située à Kaposvár. Elle est le siège du diocèse de Kaposvár dans le sud de la Hongrie.